# Global Dance Chart
Global Dance Chart is een radioprogramma dat sinds 13 september 2013  te horen is op het Nederlandse radiostation 538. Het programma wordt geproduceerd en gepresenteerd door Wessel van Diepen. 
Het programma wordt elke zaterdagavond tussen 19.00 en 21.00 uur gepresenteerd. Global Dance Chart is de eerste wereldwijde dance chart met de 40 grootste hits op aarde. De lijst beperkt zich niet tot de Nederlandse markt. De 40 tracks zijn samengesteld op basis van wereldwijde downloads, streams, radio- en dj-play. Het programma is niet live en wordt van tevoren opgenomen.